# Bokai
Bokai (en rus: Бокай) és un poble d'Udmúrtia, a Rússia, el 2008 tenia 18 habitants. Pertany al raion d'Alnaixi.